# Craspedolepta caudata
Craspedolepta caudata är en insektsart som först beskrevs av Crawford 1914.  Craspedolepta caudata ingår i släktet Craspedolepta och familjen rundbladloppor. Inga underarter finns listade i Catalogue of Life.